# Dultenaugrabenbrücke
Die Dultenaugrabenbrücke ist eine 444 Meter lange Balkenbrücke und Teilstück der A 98. Die Brücke ist eine achtfeldrige Stahlverbundkonstruktion, die 2002 zunächst als Querung mit je einem Fahrstreifen pro Fahrtrichtung eröffnet wurde und in einem weiteren Bauabschnitt einen zweiten Brückenüberbau erhielt. Sie ist seit 2010 in beide Fahrtrichtungen zweispurig befahrbar.
Die Brücke wird von insgesamt sieben Stahlbetonpfeilern getragen. Die Feldweiten betragen 35,52 Meter – 44,40 Meter – 53,28 Meter – 66,60 Meter – 75,48 Meter – 71,04 Meter – 57,72 Meter – 39,96 Meter. Der Überbau weist in Querrichtung einen Hohlkastenquerschnitt mit konstanter Konstruktionshöhe von 3,0 Meter auf. Die Stahlbetonfahrbahnplatte ist in Querrichtung verbundlos vorgespannt.
Die Gesamtkosten der Dultenaugrabenbrücke beliefen sich auf rund 11,3 Mio. Euro. In dem vollständig im Dezember 2010 für den Verkehr freigegebene Abschnitt zwischen dem Autobahndreieck Hochrhein und der Anschlussstelle Lörrach-Ost ist die Dultenaugrabenbrücke eine von insgesamt drei Brücken, die notwendig waren. Alle Brückenbauwerke zusammen machten mit 57 Mio. Euro rund die Hälfte der Gesamtkosten für diesen Abschnitt aus.
Am 30. September 2020 musste die Brücke wegen Senkungen am westlichen Brückenkopf gesperrt werden. Die Sanierung der Brücke soll bis Ende 2022 abgeschlossen sein.